# 카타야섬

카타야 섬

카타야섬(스웨덴어: Kataja)은 스웨덴 동쪽에 있는 섬으로, 핀란드와 섬을 공유하고 있다. 핀란드에서는 이나카리섬(핀란드어: Inakari)이라고 한다.

## 같이 보기
- 메르케트섬
- 국경으로 나뉜 섬 목록